# Гладківщинська сільська рада
Гла́дківщинська сільська́ ра́да — колишня адміністративно-територіальна одиниця та орган місцевого самоврядування в Золотоніському районі Черкаської області. Адміністративний центр — село Гладківщина.

## Загальні відомості
- Населення ради: 1 213 особи (станом на 2001 рік)

## Населені пункти
Сільській раді були підпорядковані населені пункти:
- с. Гладківщина
- с-ще Гладківщина

## Склад ради
Рада складалася з 16 депутатів та голови.
- Голова ради: Тертишний Олександр Павлович
- Секретар ради: Проценко Ольга Василівна

### Керівний склад попередніх скликань
| Прізвище, ім'я, по батькові  | Основні відомості                                                                                        | Дата обрання | Дата звільнення |
| ---------------------------- | --- | ------------ | --------------- |
| Тертишний Олександр Павлович | Сільський голова, 1968 року народження, освіта середня спеціальна                                        | 26.03.2006   | 31.10.2010      |
| Тертишний Олександр Павлович | Сільський голова, 1968 року народження, освіта середня спеціальна, член політичної партії «Наша Україна» | 31.10.2010   |                 |

Примітка: таблиця складена за даними сайту Верховної Ради України

### Депутати
За результатами місцевих виборів 2010 року депутатами ради стали:

#### За суб'єктами висування
| Суб'єкт висування            | Кількість обраних депутатів | %    |
| ---------------------------- | --------------------------- | ---- |
| Самовисування                | 15                          | 93,8 |
| Соціалістична партія України | 1                           | 6,3  |

#### За округами
| № округу                     | Прізвище, ім'я, по батькові      | Дата визнання обраним | Освіта  | Партійна приналежність | Відомості про обраного депутата                            |
| ---------------------------- | -------------------------------- | --------------------- | ------- | ---------------------- | ---------------------------------------------------------- |
| Соціалістична партія України |                                  |                       |         |                        |                                                            |
| 13                           | Бабенко Людмила Василівна        | 04.11.2010            | середня | позапартійна           | Гладківвщинська сільська рада, землевпорядник              |
| Самовисування                |                                  |                       |         |                        |                                                            |
| 1                            | Коваленко Віталій Павлович       | 04.11.2010            | середня | позапартійний          | Гладківщинське ХПП, тракторист                             |
| 2                            | Касіч Віктор Миколайович         | 04.11.2010            | вища    | член Партії регіонів   | Гладківщинське ХПП, головний інженер                       |
| 3                            | Зінченко Любов Олександрівна     | 15.05.2011            | середня | позапартійна           | фельдшерсько-акушерський пункт с. Гладківщина, завідувачка |
| 4                            | Проценко Ольга Василівна         | 04.11.2010            | вища    | позапартійна           | Гладківщинська сільська рада, секретар                     |
| 5                            | Орленко Іван Миколайович         | 04.11.2010            | середня | позапартійний          | Гладківщинське ХПП, водій                                  |
| 6                            | Кучерявий Микола Анатолійович    | 04.11.2010            | середня | член Партії регіонів   | ТОВ СП «Золотоніський», водій                              |
| 7                            | Шакіров Валерій Мамадалієвич     | 04.11.2010            | середня | позапартійний          | пенсіонер                                                  |
| 8                            | Сізьон Катерина Андріївна        | 04.11.2010            | середня | позапартійна           | тимчасово не працює                                        |
| 9                            | Мицюра Лариса Олександрівна      | 04.11.2010            | середня | позапартійна           | Гладкі вщинська сільська рада, бібліотекар                 |
| 10                           | Тертишний Петро Павлович         | 04.11.2010            | середня | позапартійний          | Гладківщинське ХПП, керуючий підсобним господарством       |
| 11                           | Нечипоренко Петро Кіндратович    | 04.11.2010            | середня | позапартійний          | пенсіонер                                                  |
| 12                           | Бабенко Ніна Іванівна            | 04.11.2010            | середня | позапартійна           | Золотонша РайСТ, завідувачка магазину                      |
| 14                           | Титаренко Катерина Миколаївна    | 04.11.2010            | середня | позапартійна           | Гладківщинська с/р, завідувачка ФП                         |
| 15                           | Солодкий Володимир Олександрович | 04.11.2010            | середня | член Партії регіонів   | Глапдківщинська ХПП, водій ВОХР                            |
| 16                           | Безрукова Світлана Миколаївна    | 04.11.2010            | вища    | позапартійна           | Гладківщинський НВК, вчитель зарубіжної літератури         |